# Casal de Puigpardines
El castell o casa forta de Puigpardines és situat als boscos del Mas Toralles, més amunt de l'església de Santa Maria de Puigpardines. Pertany a Puigpardines, entitat de població del municipi de la Vall d'en Bas. Des del castell s'albira una part de la plana d'en Bas.

## Història

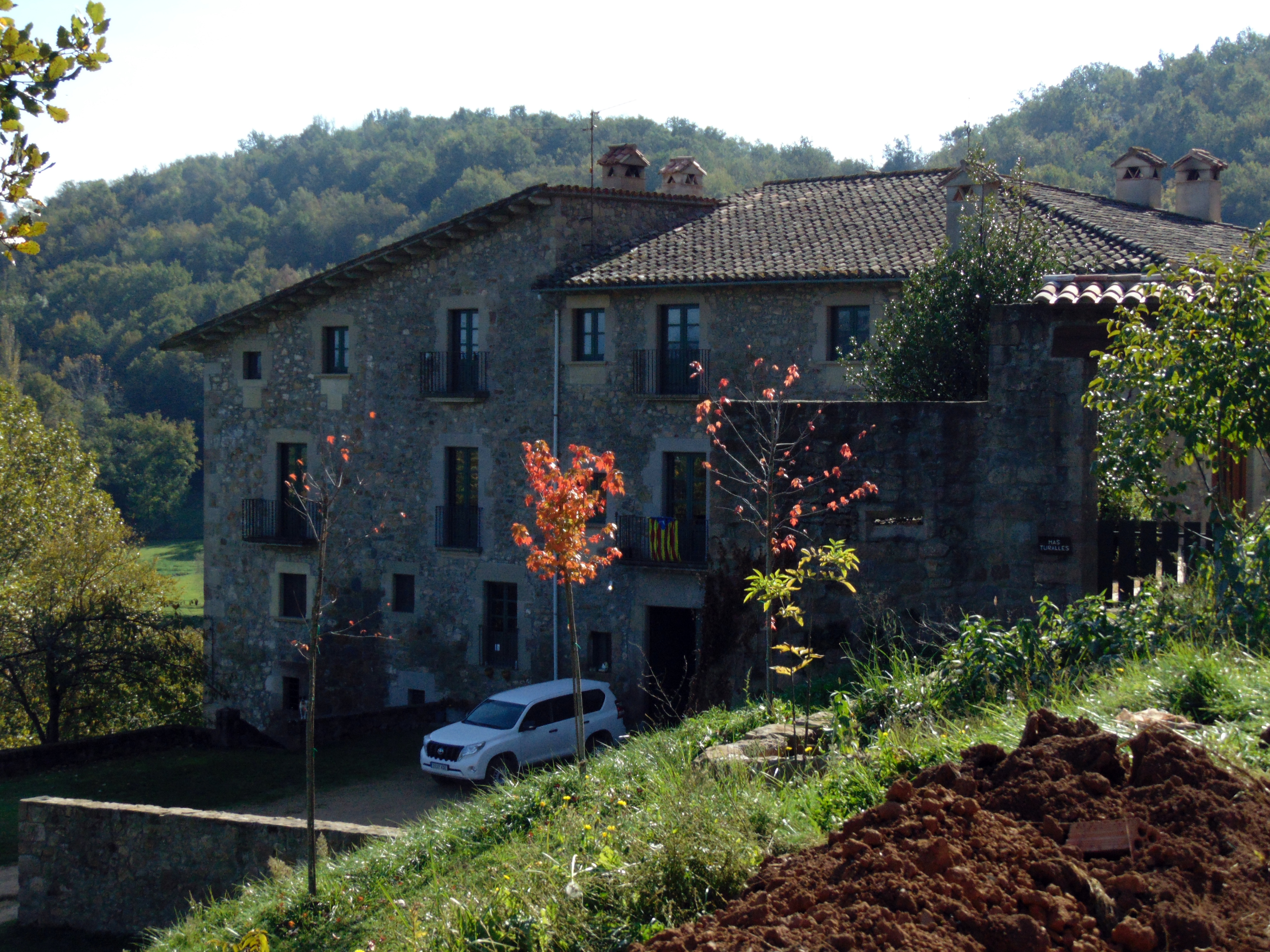

El lloc de Puigpardines és esmentat per primer cop en un document de l'any 986 («Pugo Pardinas»). Uns del primers senyors d'aquest lloc foren Mir de Puigpardines i el seu fill Guillem Mir, documentats els anys 1060 i 1088. Guillem Mir fou succeït pels seus nebots Berenguer i Ramon, fills de Pere Guerau. En aquesta època, els senyors de Puigpardines degueren participar en la fundació d'un priorat agustinià esdevinguda l'any 1131. El 1175, Hug de Bas concedí a Ramon de Puigpardines i al seu fill Berenguer la vegueria del vescomtat de Bas. Així, aquesta família arribà a ser de les més importants de la vall i degué ésser en aquesta època, darrer quart del segle xii, quan fou construïda la casa forta.
El fill de Berenguer fou Ramon de Berenguer que, l'any 1265, comprà el castell de Creixenturri, al Ripollès i que surt documentat per darrer cop l'any 1278 en que signa un document juntament amb el seu fill Berenguer: «Raimundi de Podiopardinarum vicari de Basso et Berengari de Podiopardinarum filii sui ». L'any 1301 aquest Berenguer, veguer de Bas, surt en una assemblea amb els principals senyors del vescomtat per a tractar els problemes plantejats per l'enfrontament entre el vescomte Hug de Vas i el rei catalano-aragonès. Un altre dels tres fills de Ramon de Berenguer, Galceran de Verntallat, és considerat ascendent del cabdill dels remences Francesc de Verntallat.
Altres senyors del castell són el fill de Berenguer, també de nom Berenguer (1362). Sibil·la, casada amb Andreu Martí de Vallterra, cavaller valencià (1393). A finals del segle xiv els senyors de Puigpardines ja no devien viure continuadament al castell que seria habitat pels procuradors. La casa forta havia perdut la raó d'ésser. El 1404 el senyor de Puigpardines, Pere de Vallterra, hi establí Pere Soler. Els terratrèmols de 1427-28 degueren acabar d'ensorrar una construcció ja força malmesa.
L'any 1475 Joan de Torralles, sabater de la vila de Camprodon, va comprar els drets sobre l'antic nucli de la senyoria dels Puigpardines. És possible que els Torralles aprofitaren els carreus de la casa forta per bastir el mas Torralles.

## Arquitectura
El castell de Puigpardines tenia una planta gairebé quadrada d'uns 14 metres per costat. A la façana sud-est hi havia una torre adossada. Només es conserven alguns murs de l'edifici. A la façana nord-oest es conserva un tram de mur de 5,50 metres de longitud i 6 metres d'alçada. El gruix del mur és d'uns 110 cm. Ran de terra hi ha dues fileres d'espitlleres d'una alçada de 45 cm que correspondria a dues fileres de carreus. És notable la disposició en alternança de les espitlleres de la renglera de dalt amb les de baix. Un xic més amunt hi ha el que podria ser un permòdol. Els carreus d'aquesta paret són força grossos, per exemple, de 25 cm d'alt per 35 cm de llarg. A uns 19 m del mur nord-est hi ha un altre possible mur. A l'interior del recinte també hi ha restes de diverses parets molt malmeses.
De la torre meridional només es conserva una alçada d'uns 180 centímetres. Els carreus són molt semblants als de la resta de l'edifici. Als costats de migjorn i de ponent hi ha un vall d'una amplada de més de 5 m, força profund, sobretot a ponent.
Pel que resta de l'edifici, la datació es pot establir al segle xii o, com a màxim, a la primeria del segle xiii.